# Helleborus niger
Helleborus niger (L., 1753), comunemente nota come elleboro nero o rosa di Natale, è una pianta erbacea,  velenosa, appartenente alla famiglia delle Ranunculaceae, diffusa sulle catene montuose di Alpi ed Appennini.

## Etimologia
La denominazione del genere Helleborus è stata attribuita dal botanico francese Joseph Pitton de Tournefort (Aix-en-Provence, 5 giugno 1656 – Parigi, 28 dicembre 1708) ed è stata formata (a quanto pare) dall'unione di due parole greche (elein= ferire e bora= alimentare) il cui significato finale è "pietanza, nutrimento o cibo mortale". Altre etimologie sembrerebbero far riferimento a un'antica città greca famosa per curare la pazzia con una pianta di questo genere. L'epiteto specifico niger (= nero, scuro) è ancora dibattuto: può fare riferimento al colore del rizoma, ma non lo rende specifico, mentre altro fanno riferimento al mutamento del colore dei petali che da bianchi diventano rosa, poi viola, infine a tarda primavera, quasi neri.

Il binomio scientifico attualmente accettato (Helleborus niger) è stato proposto da Carl von Linné (1707 –  1778) biologo e scrittore svedese, considerato il padre della moderna classificazione scientifica degli organismi viventi, nella pubblicazione Species Plantarum del 1753.

## Descrizione

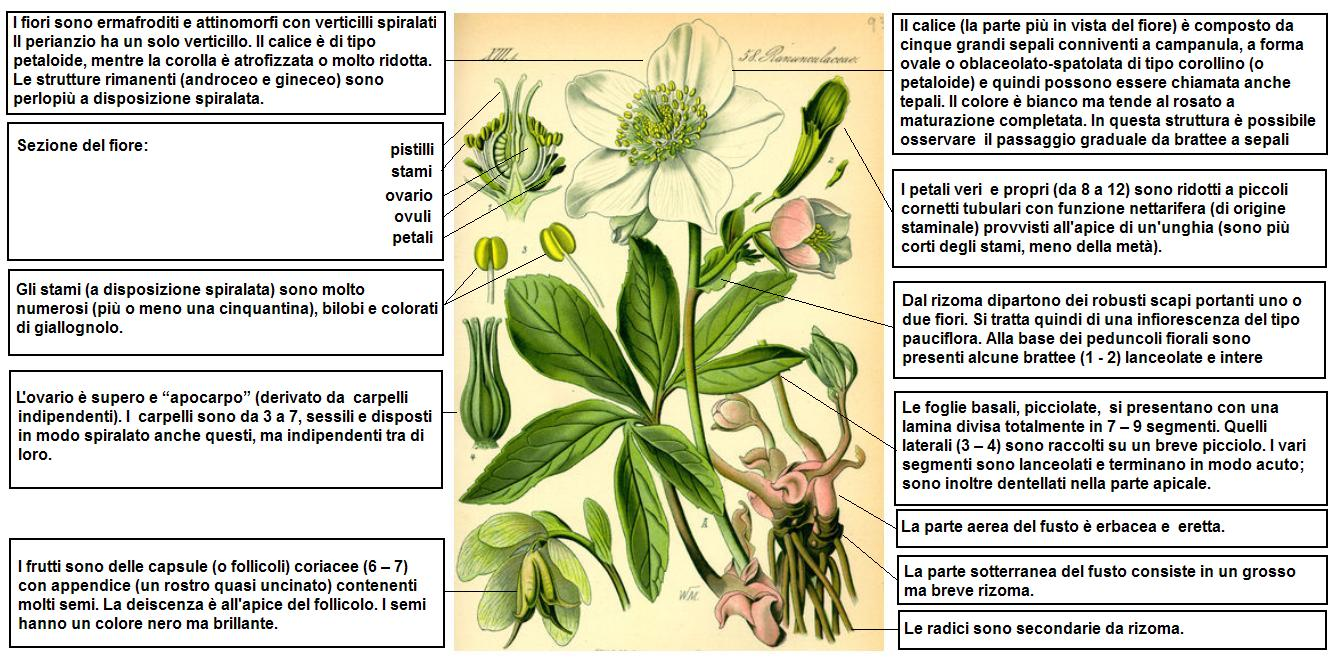
Descrizione delle parti della pianta

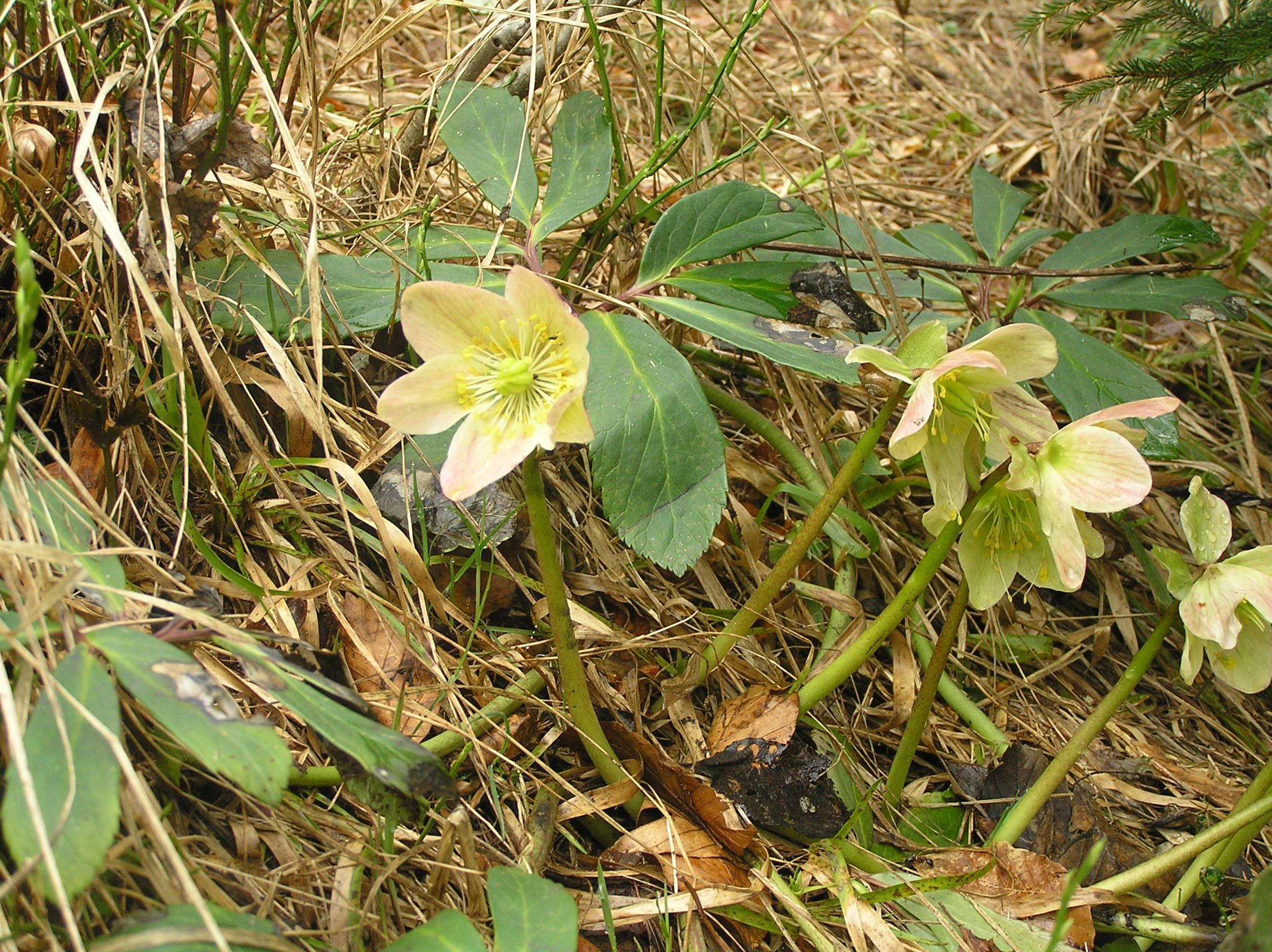
Il portamento

Sono piante erbacee la cui altezza totale varia da 15 a 30 cm. La forma biologica di questa pianta è geofita rizomatosa (G rhiz), ossia è una pianta perenne che porta le gemme in posizione sotterranea. Durante la stagione avversa non presenta organi aerei e le gemme si trovano in organi sotterranei chiamati rizomi, dei fusti sotterranei dai quali, ogni anno, si dipartono radici e fusti aerei. Tutta la pianta ha un debole odore acre.

### Radici
Le radici sono secondarie da rizoma.

### Fusto
- Parte ipogea: la parte sotterranea consiste in un grosso ma breve rizoma. Diametro del rizoma: 1 cm.
- Parte epigea: la parte aerea del fusto è erbacea ed eretta. Si sviluppa compiutamente solamente alla fioritura. In genere porta una o due foglie e uno scapo fiorale.

### Foglie

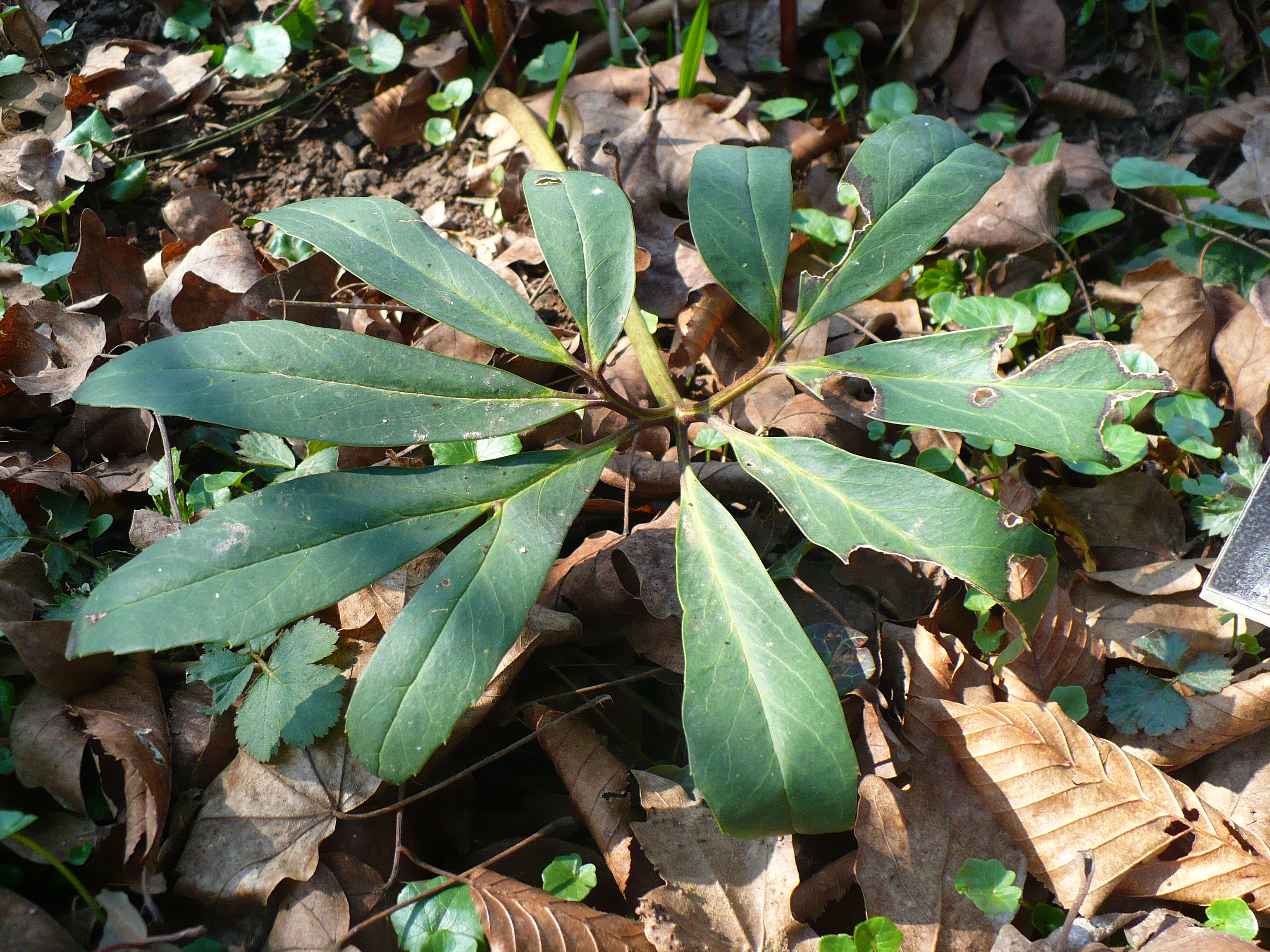
Le foglie

In questa pianta sono presente sia le foglie radicali sia quelle cauline.
- Foglie basali: le foglie basali, picciolate,  si presentano con una lamina divisa totalmente in 7 – 9 segmenti (lembo fogliare di tipo palmato-diviso). Quelli laterali (3 – 4) sono raccolti su un breve picciolo. I vari segmenti sono lanceolati e terminano in modo acuto; sono inoltre dentellati nella parte apicale. Lunghezza del picciolo: 10 – 30 cm. Dimensione dei segmenti: larghezza 1,5 – 5 cm; lunghezza 5 – 12 cm.
- Foglie cauline: quelle cauline sono perlopiù ridotte a delle brattee alla base dei peduncoli fiorali.

### Infiorescenza
Dal rizoma dipartono dei robusti scapi portanti uno o due fiori. Si tratta quindi di un'infiorescenza del tipo pauciflora. Alla base dei peduncoli fiorali sono presenti alcune brattee (1 - 2) lanceolate e intere lunghe 1 – 2 cm.

### Fiore

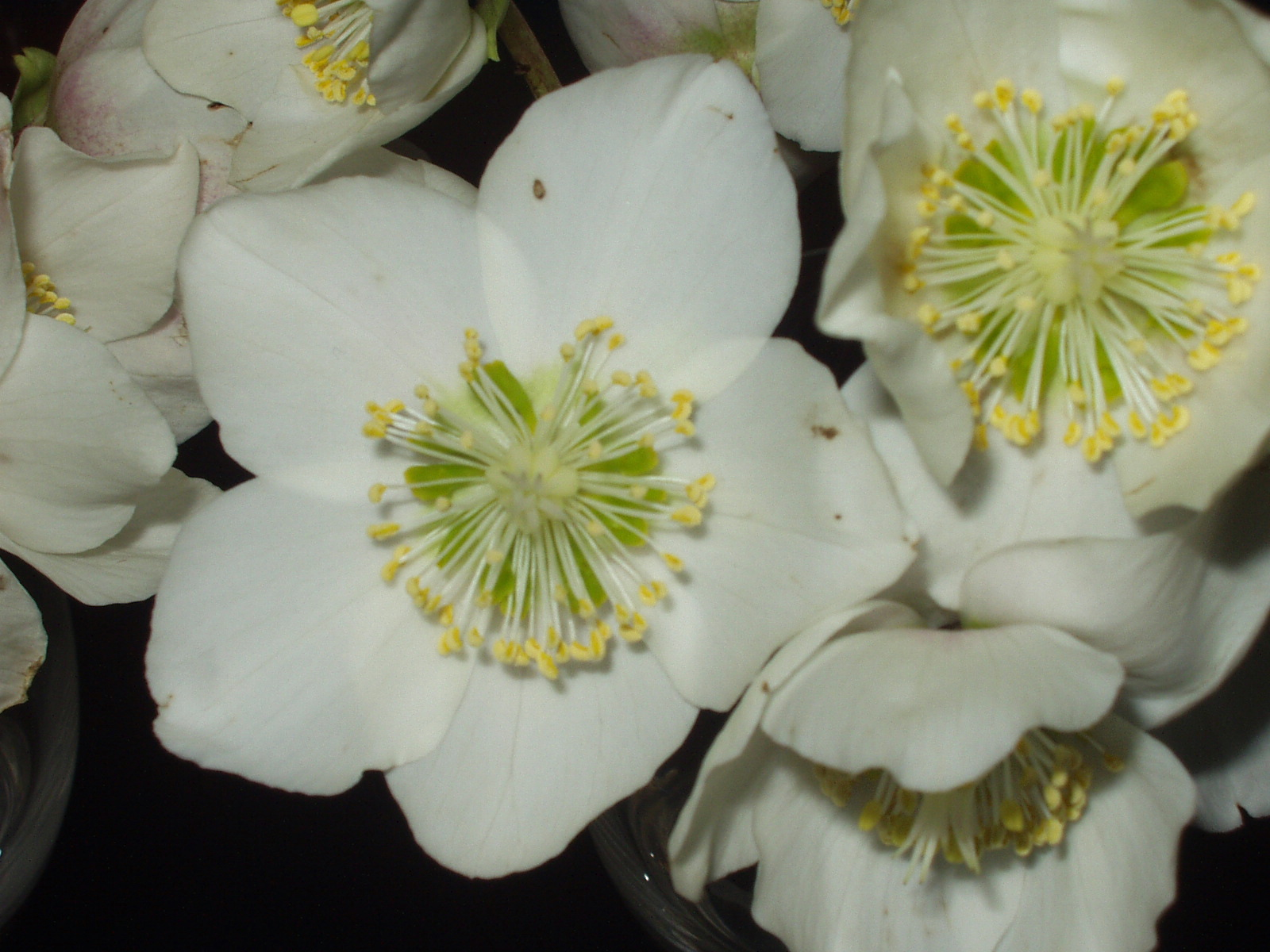
I fiori

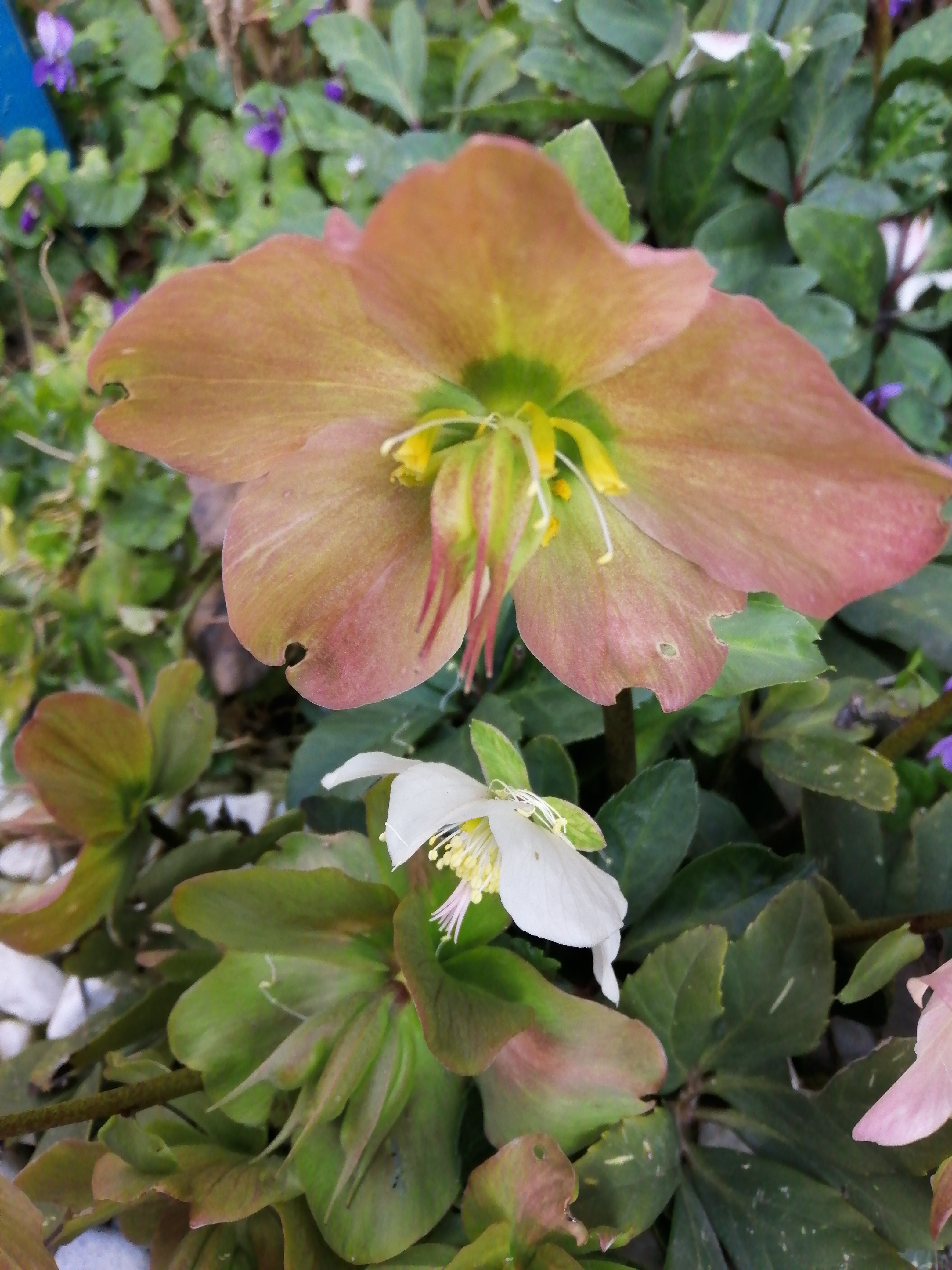
Fiori in due diversi momenti e frutti

I fiori sono ermafroditi e attinomorfi con verticilli spiralati. Il perianzio ha un solo verticillo (perianzio “aploclamidato”): il calice è di tipo petaloide, mentre la corolla è atrofizzata o molto ridotta. Le strutture rimanenti (androceo e gineceo) sono perlopiù a disposizione spiralata. Questa morfologia degli “ellebori” è probabilmente la forma più arcaica nell'ambito della famiglia delle Ranunculaceae. Dimensione del fiore: da 6 a 8 cm.
- Formula fiorale:

* K 5, C molti, A molti G 3-7
- Calice: il calice (la parte più in vista del fiore) è composto da cinque grandi sepali conniventi a campanula, a forma ovale o oblaceolato-spatolata di tipo corollino (o petaloide) e quindi possono essere chiamata anche tepali. Il colore è bianco ma tende al rosato a maturazione completata. In questa struttura è possibile osservare il passaggio graduale da brattee a sepali[4]. Dimensione dei tepali: larghezza 1,5 – 4 cm; lunghezza 3 – 5 cm.
- Corolla: i petali veri e propri (da 8 a 12) sono ridotti a piccoli cornetti tubulari con funzione nettarifera (di origine staminale) provvisti all'apice di un'unghia (sono più corti degli stami, meno della metà).
- Androceo: gli stami (a disposizione spiralata) sono molto numerosi (più o meno una cinquantina), bilobi e colorati di giallognolo.
- Gineceo: l'ovario è supero e “apocarpo” (derivato da carpelli indipendenti). I carpelli sono da 3 a 7, sessili e disposti in modo spiralato anche questi, ma indipendenti tra di loro.
- Fioritura: da dicembre a marzo.

### Frutti

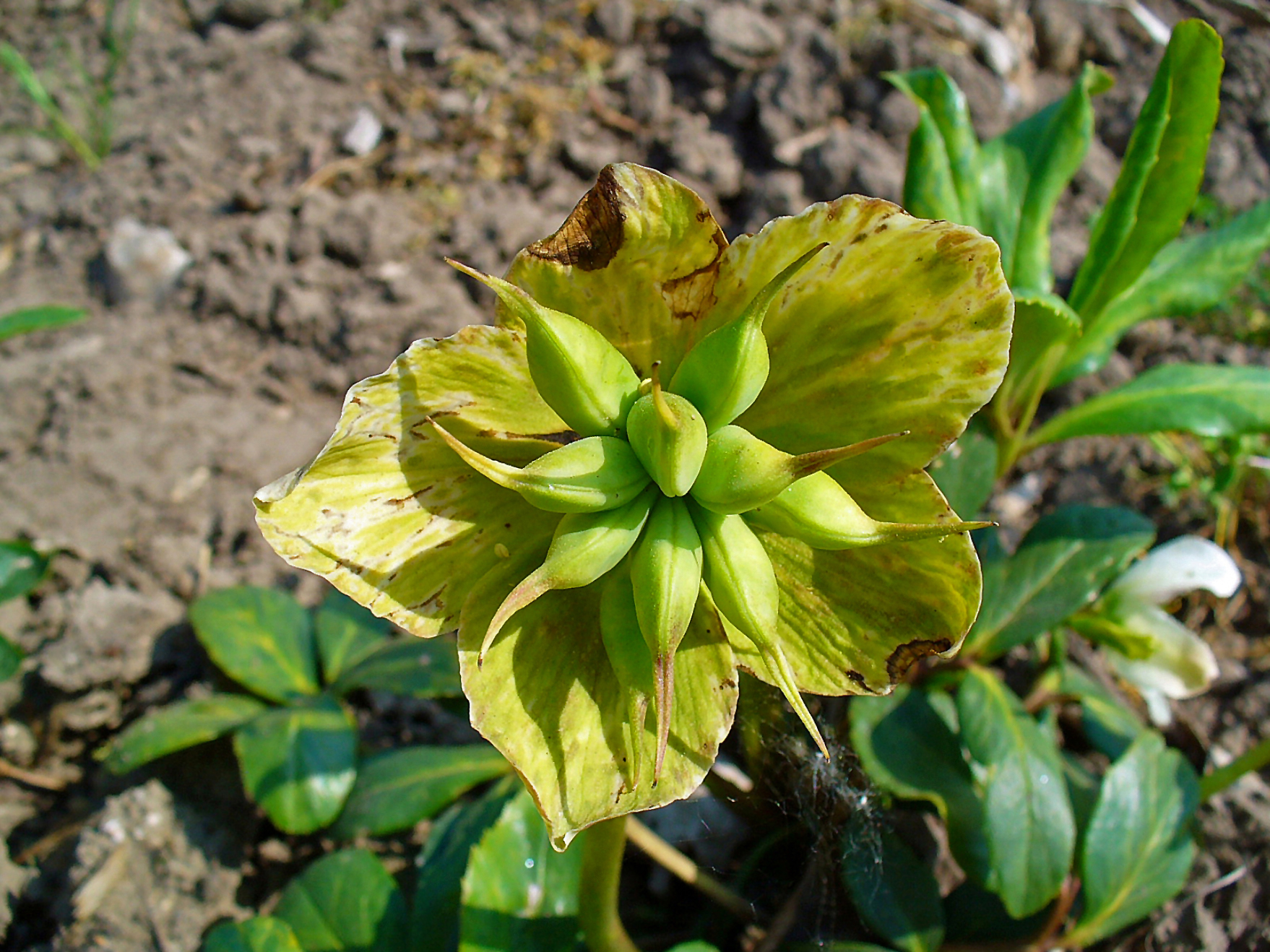
I frutti

I frutti sono delle capsule (o follicoli) coriacee (6 – 7) con appendice (un rostro quasi uncinato di 1,2 – 2 cm) contenenti molti semi. La deiscenza è all'apice del follicolo. I semi hanno un colore nero ma brillante. Lunghezza dei follicoli a maturità senza becco: 2 cm.

## Riproduzione
La riproduzione di questa pianta avviene per via sessuata grazie all'impollinazione degli insetti pronubi  in quanto è una pianta provvista di nettare (impollinazione entomogama).

## Distribuzione e habitat

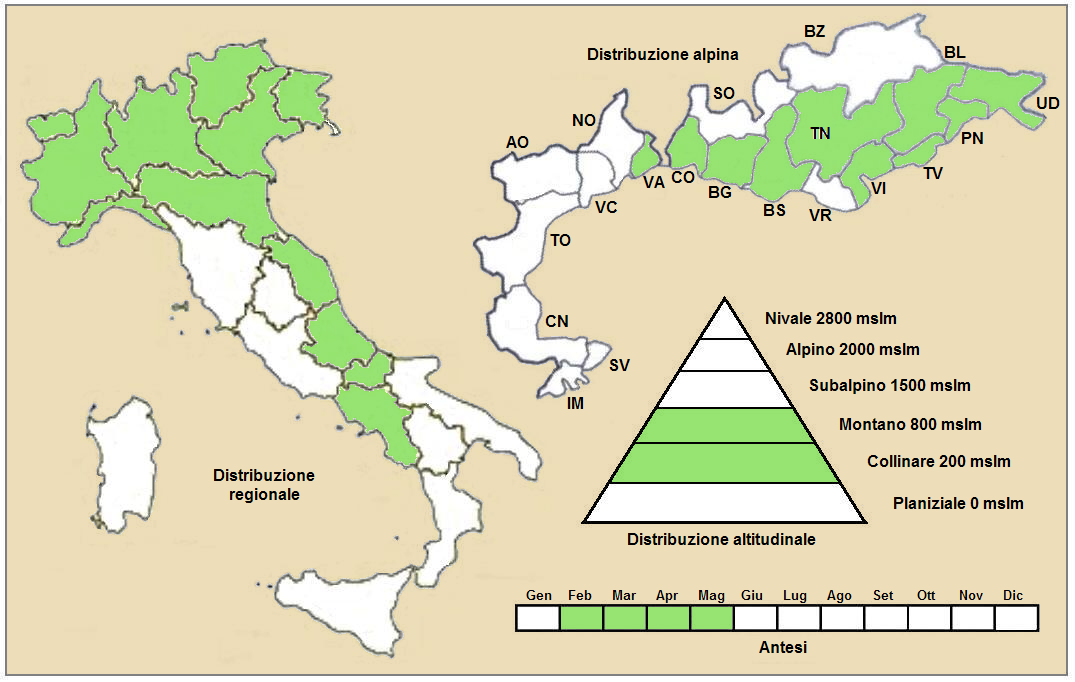
Distribuzione della pianta

- Geoelemento: il tipo corologico (area di distribuzione) è quello delle specie Alpico-dinariche.
- Distribuzione: in Italia l'Elleboro nero è presente nelle Alpi, dal Piemonte al Friuli-Venezia Giulia. Si trova anche in Svizzera, Austria, Slovenia e nelle Alpi Dinariche. Le segnalazioni per l'Appennino sono molto probabilmente erronee, forse per confusione con Helleborus foetidus o con specie del gruppo di Helleborus viridis.
- Habitat: l'habitat tipico di questa pianta sono i boschi (sottoboschi di pinete – Pino silvestre e Pino nero e faggete), le boscaglie (gineprai)  e le macchie delle zone montane; ma anche boschi sub-mediterranei a carpino nero Ostrya carpinifolia. Il substrato preferito è calcareo con pH basico-neutro, con terreno a medi valori nutrizionali e a regime secco.
- Distribuzione altitudinale: sui rilievi queste piante si possono trovare da 300 fino 1000 m s.l.m.; frequentano quindi i seguenti piani vegetazionali: collinare e montano.

### Fitosociologia
Dal punto di vista fitosociologico la specie di questa voce appartiene alla seguente comunità vegetale:
Formazione: delle comunità forestali
Classe: Quercetea pubescentis

## Tassonomia
Il genere degli Ellebori, in Italia, non è molto numeroso (una decina di specie al massimo). Normalmente queste specie vengono divise in due gruppi:
- piante con foglie caduche annuali;
- piante con foglie sempreverdi e coriacee.

Il secondo gruppo a sua volta viene ulteriormente suddiviso in piante con scapi a fiori singoli o piante con scapi fiorali dicotomizzati 2 – 3 volte e quindi con numerosi fiori. L'Elleboro bianco appartiene al primo sottogruppo.

Il numero cromosomico di Helleborus niger è: 2n = 32.

### Ibridi
Nell'elenco che segue sono indicati alcuni ibridi interspecifici:
- Helleborus × ericsmithii B.Mathew (1993) - Ibrido con Helleborus sternii
- Helleborus × ballardiae B.Mathew (1993) - Ibrido con Helleborus lividus Ait. ex Curtis
- Helleborus × nigercors J.T.Wall (1934) - Ibrido con Helleborus lividus subsp. corsicus Viv.

### Sinonimi
La specie Helleborus niger, in altri testi, può essere chiamata con nomi diversi. Quello che segue è un possibile sinonimo:
- Helleborus grandiflorus Salisb. (1796)

### Specie simili
I fiori bianchi e soprattutto il precoce periodo di fioritura rende inconfondibile queste piante.

## Usi

### Farmacia
Sono considerate piante velenose in quanto contengono “elleborina” e altre sostanze alcaloidi tossiche e velenose (come del resto buona parte delle Ranunculaceae). Se ingerite in quantità possono provocare vomito, diarrea e arresto cardiaco (contengono glicosidi cardiaci). Il veleno può essere assorbito anche attraverso la pelle.
Nella medicina popolare alcune parti di questa pianta vengono usate come diuretiche (facilita il rilascio dell'urina), emetiche (utile in caso di avvelenamento in quanto provoca il vomito), cardiotoniche (regolano la frequenza cardiaca) e purganti. L'Elleboro bianco è utilizzato anche nel trattamento delle emicranie e disturbi psichici. Data l'alta tossicità della pianta (si rischia di morire anche in pochi minuti!) ora in medicina popolare non è più usato.

### Giardinaggio
Essendo un fiore invernale, è molto apprezzato nel giardinaggio. Non è una pianta di facile coltura, ad esempio i suoli acidi non sono adatti in quanto poveri di sostanze; come anche non sono adatte le zone asciutte e in pieno sole. Ideale è un terreno umido, alcalino in mezza ombra. Possono andare terreni sabbiosi; un po' di calce può essere aggiunta per “addolcire” i terreni troppo acidi. Diversi cultivar sono stati preparati da questa pianta; sono stati inoltre tentati alcuni ibridi con altri Ellebori per migliorare le caratteristiche fisiche ed estetiche.